# Международный аэропорт имени Нормана Мэнли
Международный аэропорт имени Нормана Мэнли (англ. Norman Manley International Airport) (ИАТА: KIN, ИКАО: MKJP), ранее — Аэропорт Палисадоc — международный аэропорт, расположенный в 19 км к югу от центра Кингстона, столицы Ямайки. Это второй по загруженности аэропорт в стране после международного аэропорта имени Сангстера в Монтего-Бей, в котором в 2020 году было зарегистрировано 629 400 прибывающих пассажиров, а в 2021 году — 830 500. Из международного аэропорта Нормана Мэнли отправляется более 130 международных рейсов в неделю. Аэропорт назван в честь ямайского государственного деятеля Нормана Мэнли, он является узловым аэропортом Caribbean Airlines. Он расположен на томболо Палисадос во внешней гавани Кингстона; с одной стороны он выходит на город, а с другой - на Карибское море.

## История
На Ямайке уже давно существует динамичная индустрия гражданской авиации: первый полет на острове был зарегистрирован 21 декабря 1911 года. Это произошло через восемь лет после того, как мир зафиксировал первый полет самолёта, совершенный братьями Райт. Девятнадцать лет спустя, 3 декабря 1930 года, в Кингстон-Харбор приземлился первый коммерческий рейс двухмоторной летающей лодки Consolidated Commodore, эксплуатируемой компанией Pan American Airways.
1934 год стал еще одним историческим периодом для авиационной промышленности страны, когда доктор Альберт Эдвард Форсайт и К. Альфред «Шеф» Андерсон прибыли на Ямайку с Кубы. Это был первый раз, когда на острове приземлился не гидросамолёт.
Значительный рост в авиационном секторе привел к созданию Департамента гражданской авиации в 1947 году. Год спустя, в 1948 году, был создан Кингстонский центр управления воздушным движением. В том же году были открыты аэропорты Палисадос и Монтего-Бей.
Аэропорт был показан в первом фильме о Джеймсе Бонде «Доктор Ноу» (1962).
С октября 1968 года он был узловым аэропортом флагманской авиакомпании Ямайки Air Jamaica, пока эта авиакомпания не прекратила свою деятельность в 2015 году.

## Реконструкция

### Реконструкция существующего терминала
Контракт, касающийся дополнений и изменений в зале вылета, был заключен с Kier Construction Limited и оценивается в 161,5 миллиона долларов. Работы будут включать строительство нового навеса к северу от существующего вестибюля регистрации и зала вылета; сооружение дополнительной площадки для высадки и обеспечение доступа для инвалидов-колясочников; новые лифты, электрическое кондиционирование воздуха, громкое оповещение, службы пожарной сигнализации и пожаротушения; и изменения в существующем вестибюле регистрации и мезонине, чтобы включить новый пост безопасности и почтовое агентство.
Разработчиками проекта выступили Левелин Дэвис, Jabobs Consultancy & Leading Edge Aviation Planning Professionals Limited (LEAPP) совместно с Peter Jervis and Associates Limited и Grace Ashley and Associates.

### Генеральный план
Проект направлен на увеличение пропускной способности аэропорта для обслуживания прогнозируемых воздушных грузовых и пассажирских перевозок на приемлемом уровне обслуживания до 2023 года. Проект является частью 20-летнего генерального плана, который будет реализован в три этапа (1A, 1B и 2). и будет стоить около 130 миллионов долларов. К 2022 году речь пойдет о реконструкции всего аэропорта.
Первый этап строительства и реконструкции завершен в 2007 г. Строительство началось в июне 2006 г.; Намерение состоит в том, чтобы первый этап, который должен сделать аэропорт аэропортом категории C IATA, был завершен в 2007 году. Европейский инвестиционный банк предоставляет 40 миллионов долларов США (2006 г.) для проекта, а Карибский банк развития одобрил кредит в размере 11 миллионов долларов (июнь 2006 г.) на новый проект.

#### Этап 1А
Планирование этапа 1A началось в 2004 г. и было завершено в 2007 г., его ориентировочная стоимость составила 80 миллионов долларов (закладка фундамента состоялась в сентябре 2006 г.). Этот этап включает в себя новое здание вылета в восточной части нынешнего терминала для расширения до существующего зала вылета, пункт досмотра с местом для размещения оборудования для обнаружения взрывчатых веществ, выездной иммиграционный контроль, торговые ряды, и зал вылета.
Кроме того, был включен новый многоуровневый пассажирский палец (пирс), который позволяет разделять прибывающих и убывающих пассажиров, как того требуют правила безопасности.
Другие элементы на этом этапе включали:
- Девять пассажирских трапов на новом пирсе[4]
- Модернизированная система проезжей части и расширенная общественная парковка
- Капитальный ремонт существующего зала вылета и связанной с ним подземной инфраструктуры
- Капитальный ремонт и модернизация зоны прибытия терминала, включая иммиграционный зал, таможенный зал, зал прибытия, магазины беспошлинной торговли и офисы прибытия.
- Замена и модернизация аэропортовых систем – оповещение, контроль доступа, информация о рейсах, информация о багаже, контроль безопасности и другие ИТ-системы аэропорта.
- Грузовой складской комплекс (первая очередь этого комплекса, получившая название грузового и логистического центра аэропорта, была завершена в 2005 г.)[5]

#### Фаза 1B
Фаза 1B была завершена в 2010 году и обошлась примерно в 23 миллиона долларов. Работы на этом этапе включали:
- Дальнейшая модернизация существующих зданий
- Строительство новой зоны прибытия
- Установка новых средств обработки багажа
- Передвижение центра авиации общего назначения, пожарной части и других вспомогательных объектов
- Работы в контролируемой зоне, в том числе расширение стоянок самолетов
- Расширение грузовой и ремонтной рулежной дорожки

#### Фаза 2
Этап 2, который является заключительным этапом проекта, начался в 2013 году и должен завершиться в 2022 году. Этот этап будет включать дополнительные работы по улучшению и техническому обслуживанию терминала, привокзальной площади, аэродрома и вспомогательных зон объекта стоимостью 9 миллионов долларов США.

## Статистика
Данные из запроса в Викиданные.

## Авиакатастрофы и происшествия
- 10 апреля 1953 года Lockheed Lodestar, пилотируемый капитаном Оуэном Робертсом, потерял двигатель при взлете, поднявшись на высоту 100–200 футов, вошел в небольшой вираж, и рухнул в море. Отказ левого двигателя, который, как было доказано, произошел из-за растрескивания шестерни привода вспомогательных агрегатов. 13 человек на борту, включая пилота, погибли. Был только один известный выживший.
- 17 июля 1960 года капитан Vickers Viscount авиакомпании Cubana de Aviación угнал самолет, следовавший из международного аэропорта Хосе Марти в Гаване в международный аэропорт Майами. Самолет приземлился в аэропорту Палисадос, где капитан попросил политического убежища[10].
- 22 декабря 2009 года Boeing 737-800 American Airlines, следовавший из Майами пролетел над взлетно-посадочной полосой вскоре после 22:00 во время сильного ливня и разкололся на три части, в конце концов остановившись примерно в 15–20 футах от берега моря. Все пассажиры и члены экипажа благополучно покинули самолет[11].